# Prix Finlandia
Le Prix Finlandia (finnois : Finlandia-palkinto) est le prix littéraire le plus prestigieux de Finlande.

## Description
Il est décerné chaque année à l'auteur du meilleur roman, le meilleur livre pour enfants et pour le meilleur livre hors fiction.
À l'origine le lauréat recevait 100 000 mark finlandais, puis lors du changement de monnaie 26 000 euros. Depuis 2008 le montant du prix est de 30 000 euros.

## Liste des lauréats
| Gagnants du prix du meilleur roman |                     |                                                                    |                           |
| Année                              | Auteur              | Roman                                                              | électeur                  |
| 1984                               | Erno Paasilinna     | Yksinäisyys ja uhma                                                |                           |
| 1985                               | Jörn Donner         | Far och son                                                        |                           |
| 1986                               | Sirkka Turkka       | Tule takaisin, pikku Sheba                                         |                           |
| 1987                               | Helvi Hämäläinen    | Sukupolveni unta                                                   |                           |
| 1988                               | Gösta Ågren         | Jär                                                                |                           |
| 1989                               | Markku Envall       | Samurai nukkuu                                                     |                           |
| 1990                               | Olli Jalonen        | Isäksi ja tyttäreksi                                               |                           |
| 1991                               | Arto Melleri        | Elävien kirjoissa                                                  |                           |
| 1992                               | Leena Krohn         | Matemaattisia olioita tai jaettuja unia                            |                           |
| 1993                               | Bo Carpelan         | Urwind                                                             | Kai Laitinen (fi)         |
| 1994                               | Eeva Joenpelto      | Tuomari Müller, hieno mies                                         | Tellervo Koivisto (en)    |
| 1995                               | Hannu Mäkelä        | Mestari                                                            | Maria-Liisa Nevala (fi)   |
| 1996                               | Irja Rane           | Naurava neitsyt                                                    | Aki Kaurismäki            |
| 1997                               | Antti Tuuri         | Lakeuden kutsu                                                     | Lassi Nummi (fi)          |
| 1998                               | Pentti Holappa      | Ystävän muotokuva                                                  | Liisamaija Laaksonen (en) |
| 1999                               | Kristina Carlson    | Maan ääreen                                                        | Erkki Liikanen            |
| 2000                               | Johanna Sinisalo    | Ennen päivänlaskua ei voi (fr. Jamais avant le coucher du soleil)  | Auli Viikari (fi)         |
| 2001                               | Hannu Raittila      | Canal Grande                                                       | Claes Andersson           |
| 2002                               | Kari Hotakainen     | Juoksuhaudantie                                                    | Lasse Pöysti              |
| 2003                               | Pirkko Saisio       | Punainen erokirja                                                  | Mervi Kantokorpi          |
| 2004                               | Helena Sinervo      | Runoilijan talossa                                                 | Jukka Sarjala (fi)        |
| 2005                               | Bo Carpelan         | Berg                                                               | Paavo Lipponen            |
| 2006                               | Kjell Westö         | Där vi en gång gått                                                | Jyrki Nummi (fi)          |
| 2007                               | Hannu Väisänen      | Toiset kengät                                                      | Kaisu Mikkola (fi)        |
| 2008                               | Sofi Oksanen        | Puhdistus (fr. Purge)                                              | Pekka Tarkka (fi)         |
| 2009                               | Antti Hyry          | Uuni                                                               | Tuula Arkio (fi)          |
| 2010                               | Mikko Rimminen      | Nenäpäivä                                                          | Minna Joenniemi (fi)      |
| 2011                               | Rosa Liksom         | Hytti nro 6 (fr. Compartiment n° 6)                                | Pekka Milonoff (en)       |
| 2012                               | Ulla-Lena Lundberg  | Is                                                                 | Tarja Halonen             |
| 2013                               | Riikka Pelo         | Jokapäiväinen elämämme                                             | Asko Sarkola (en)         |
| 2014                               | Jussi Valtonen      | He eivät tiedä mitä tekevät (fr. Ils ne savent pas ce qu'ils font) | Anne Brunila (en),        |
| 2015                               | Laura Lindstedt     | Oneiron                                                            | Hector (en)               |
| 2016                               | Jukka Viikilä       | Akvarelleja Engelin kaupungista                                    | Baba Lybeck (en)          |
| 2017                               | Juha Hurme (en)     | Niemi                                                              | Elisabeth Rehn            |
| 2018                               | Olli Jalonen        | Taivaanpallo                                                       | Seppo Puttonen (fi)       |
| 2019                               | Pajtim Statovci     | Bolla                                                              | Merja Ylä-Anttila (fi)    |
| 2020                               | Anni Kytömäki (fi)  | Margarita                                                          | Hannu Lintu               |
| 2021                               | Jukka Viikilä       | Taivaallinen vastaanotto                                           | Zaida Bergroth (en)       |
| 2022                               | Iida Rauma          | Hävitys : Tapauskertomus                                           | Mari Leppänen (fi)        |
| 2023                               | Sirpa Kähkönen (fi) | 36 uuma : Väärässä olemisen historia                               | Jorma Uotinen             |